# Ansiktslyftning
För andra betydelser, se Ansiktslyft.
Ansiktslyftning är ett plastikkirurgiskt inrepp som utförs i syfte att minska förekomsten av rynkor och slapp hud i patientens ansikte. Ingreppet utförs oftast på patienter mellan 45 och 60 år och går i korthet ut på att sträcka ansikthuden bakåt och därefter avlägsna det hudöverkott som uppkommer. 
Vid operationen som utförs i lokalbedövning i kombination med lugnande medicinering eller i narkos lägger kirurgen ett snitt i håret, ned bakom örat och till nacken. Därpå friäggs ansiktshuden och underliggande muskulatur och fettvävnad justeras. Därefter sträcks huden, hudöverskott avlägsnas och snittens sys ihop. Efter ca två veckor brukar patienten kunna återvända till sitt arbete.
Det finns idag ett stort antal olika behandlingar för rynkreducering. Ansiktslyftningen är dock den behandling som är effektivast vid omfattande generell förekomst av rynkor och slapp hud i ansiktet.
En av orsakerna till att ansiktet blir rynkigt är att med åren minskar hudens elasticitet samtidigt som lagret av underhudsfett blir tunnare. 

### Fotnoter
1. ↑  ”Ansiktslyftning”. Arkiverad från originalet den 9 maj 2008. https://web.archive.org/web/20080509091908/http://www.fornebukliniken.se/ansiktslyftning.80511.no.html. Läst 23 maj 2009.
2. ↑  ”Ansiktslyftning”. Arkiverad från originalet den 22 augusti 2010. https://web.archive.org/web/20100822071603/http://www.citadellkliniken.com/operationer_ansikte.php. Läst 3 december 2010.